# Bartolomé de Carranza

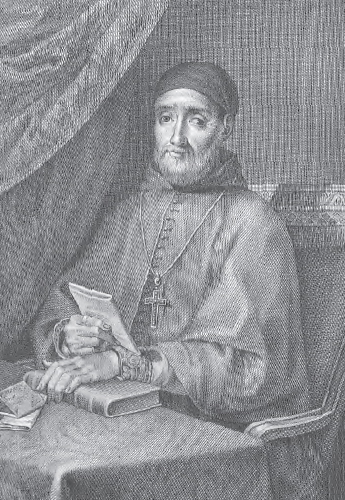
Bartolomé de Carranza.

Bartolomé (eller Bartholomæus) Carranza (de Miranda), född 1503, död den 2 maj 1576, var en spansk teolog och ärkebiskop av Toledo. 
Carranza gick 1520 in i dominikanorden och utnämndes 1557 till ärkebiskop av Toledo. Kort därefter blev han på grund av sina Comentarios sobre el catechismo christiano (1558) anklagad för kätteri och ställdes inför inkvisitionen, som i många år höll honom fängslad. 1567 fördes han till Rom, där han dog utan att ha återvunnit friheten.